# Thomas Crown ist nicht zu fassen
Thomas Crown ist nicht zu fassen (Originaltitel The Thomas Crown Affair) ist ein Heist-Movie aus dem Jahr 1968 mit Steve McQueen und Faye Dunaway in den Hauptrollen.

## Handlung
Thomas Crown ist ein junger und erfolgreicher Geschäftsmann in Boston, Massachusetts. Allerdings erscheint ihm sein Leben etwas unbefriedigend und langweilig. So entschließt er sich, das perfekte Verbrechen durchzuführen: einen Bankraub mit anonym angeheuerten Gangstern. Der Raub ist erfolgreich und Thomas Crown übernimmt die Beute auf einem Friedhof aus einem Mülleimer, der als toter Briefkasten fungiert.
Vicki Anderson, freischaffende Versicherungsdetektivin, wird mit den Ermittlungen beauftragt. Schnell verdächtigt sie Thomas Crown und beginnt, ihm offen nachzustellen. Auch gegenüber Thomas Crown macht sie kein Geheimnis aus ihrer Absicht, ihm den Bankraub nachzuweisen und die Provision zu kassieren. Aber bald entwickelt sich aus ihrem Wettstreit eine intime Beziehung. Doch Crown will es noch einmal wissen und organisiert einen weiteren Raub – auf die gleiche Weise. Dieses Mal wartet Vicki Anderson mit der Polizei auf dem Friedhof. Doch statt Thomas Crown ist in seinem Rolls-Royce ein Bote mit der Nachricht: „Bin früher abgereist, komme mit dem Geld nach oder behalte den Wagen.“

## Besonderheiten
Der Film zeichnet sich durch intensive Nutzung einer erstmals bei Expo 67 in Montreal präsentierten Split-Screen-Technik namens „multi-dynamic image technique“ (deutsch: multidynamische Bildtechnik) aus. Dabei werden parallel ablaufende Handlungsstränge in mehreren kleinen Fenstern gezeigt. Dies vermittelt bei bestimmten Szenen eine besondere Dynamik und unterstreicht damit die auf genauer Planung beruhende Perfektion des Banküberfalls. Er enthält mehrere extreme Tempowechsel.
Der Film zeigt den zur damaligen Zeit längsten Kuss der Filmgeschichte. Die im Film 55 Sekunden lange Sequenz mit Steve McQueen und Faye Dunaway entstand in acht Stunden Dreharbeit, verteilt über mehrere Tage.
Der Film wurde wegen seiner Musik für zwei Academy Awards (Oscar) nominiert. Das Lied The Windmills of Your Mind von Michel Legrand (Musik), Marilyn Bergman und Alan Bergman (Text) wurde dabei ausgezeichnet. Des Weiteren enthält er spektakuläre Szenen einer Fahrt mit einem Dünen-Buggy und Kunstflugszenen mit einem Segelflugzeug. In einigen Szenen ist McQueen mit einem Ferrari 275 GTB/4 NART Spyder zu sehen, einem seltenen und teuren Sportwagen, welchen Vicki fährt.
Die Produktion der Mirisch Corporation wurde von United Artists verliehen. Der Vorspann wurde von Pablo Ferro entworfen.

## Veröffentlichung
Der Kinostart des Films in der Bundesrepublik Deutschland war am 18. Oktober 1968. Im deutschen Fernsehen war er erstmals am 18. Mai 1975 im Abendprogramm des ZDF zu sehen.

## Kritiken
„Ein ebenso gepflegt wie geschickt inszenierter, weitgehend spannender Kriminalfilm über den Konflikt zwischen Geld und Liebe […] dank der beiden Hauptdarsteller stets mit angenehm ironischen Zwischentönen versehen.“

„Eine absolut brillant inszenierte und gespielte intelligent-ironische Krimikomödie von Norman Jewison, die ganz den Zeitgeist ihrer Entstehungszeit spiegelt und die ohne Zweifel vor allem von ihren Stars Faye Dunaway und Steve McQueen lebt. Die beiden geben ein faszinierendes Paar und versehen ihr Verhältnis mit vielen ironischen Untertönen und einer gehörigen Prise Erotik: So war etwa die Kuss-Szene schon zu damaliger Zeit pikant.“

## Neuverfilmung
Eine Neuverfilmung mit dem Titel Die Thomas Crown Affäre erschien 1999 mit Pierce Brosnan und Rene Russo.